# Улица Морской Пехоты (Санкт-Петербург)
У́лица Морско́й Пехо́ты — улица в Кировском районе Санкт-Петербурга. Юридически проходит от проспекта Стачек за реку Красненькую (фактически — до Перевалочной улицы).

## История
Название присвоено 6 июня 1975 года, как сказано в решении, «в честь моряков-защитников Ленинграда, сражавшихся на суше в годы Великой Отечественной войны».
Первоначально для улицы Морской Пехоты были установлены границы от проспекта Стачек до проспекта Маршала Жукова. 16 октября 1978 года ее юридически удлинили за проспект Маршала Жукова на запад до оси проспекта Героев. 5 июля 2017 года в состав улицы включили проектный участок на запад за реку Красненькую.
В рамках строительства жилого комплекса на месте пескобазы «Красненькая» застройщик планирует продолжить участок улицы Морской Пехоты вдоль своей территории.

## География
Начинаясь от Ново-Автовского путепровода на проспекте Стачек, улица Морской Пехоты изгибается вдоль русла реки Красненькой, уходя на запад за трамвайным путепроводом. За путепроводом «Автово» (на проспекте Маршала Жукова) переходит в Перевалочную улицу.
Нечётная (северная) сторона улицы практически не имеет строений, на ней расположены автостоянки и пешеходные мосты через реку Красненькую. Чётная сторона застроена типичными крупнопанельными домами 600-й серии («корабли»), например, дом 4. Кроме того, присутствуют более современные дома, например, по адресу квартал 1А, дом 10[уточнить] (цельно[уточнить]-монолитный).

## Застройка
- № 2 — жилой дом (1975[4])
- № 4 — жилой дом (1975[4])
- № 6, корпус 1 — жилой дом (1976[4])
- № 6, корпус 2 — общежитие (1976[4])
- № 8, корпус 1 — жилой дом (1975[4])
- № 8, корпус 2 — жилой дом (1975[4])

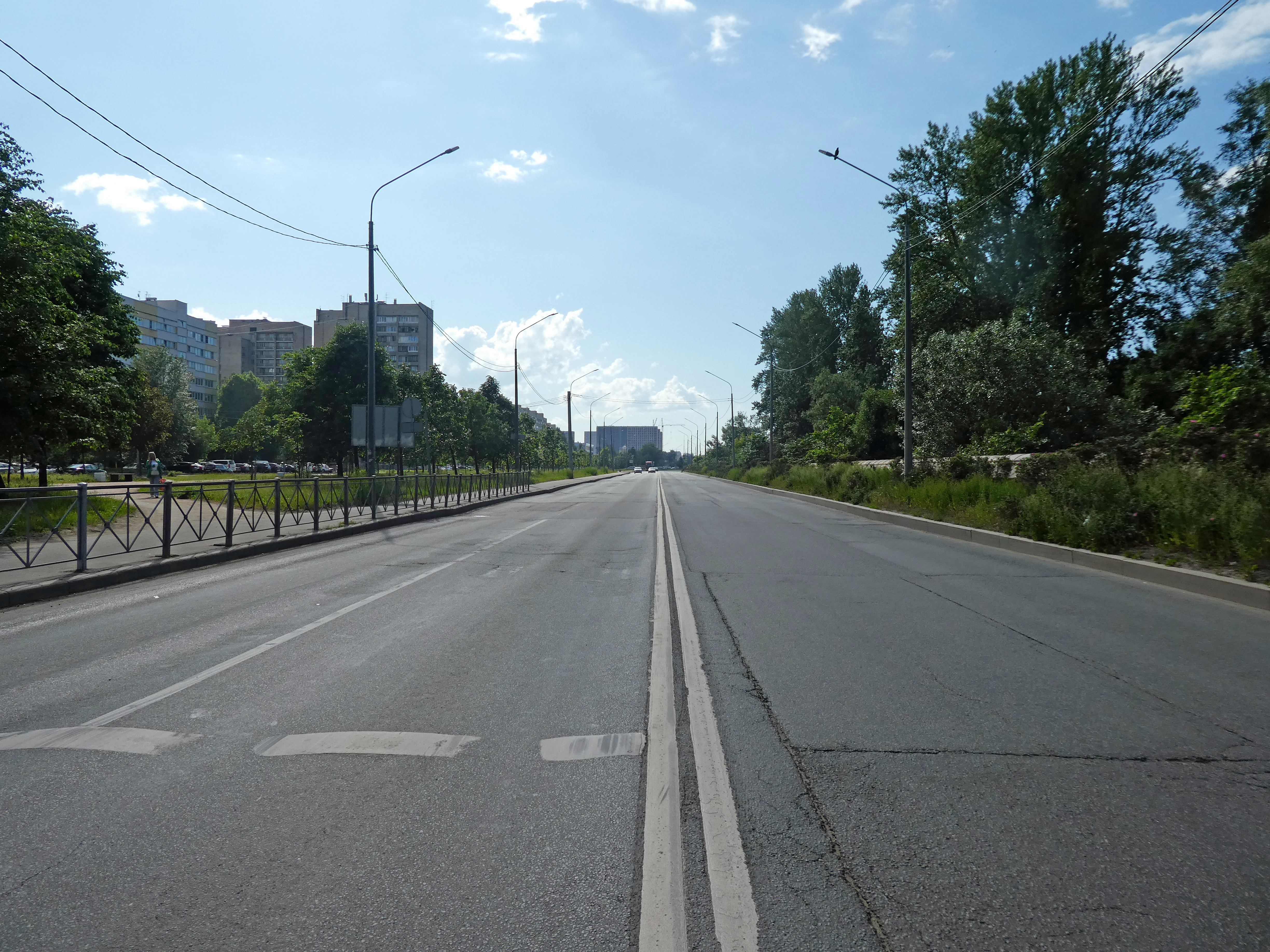
Застройка начала улицы

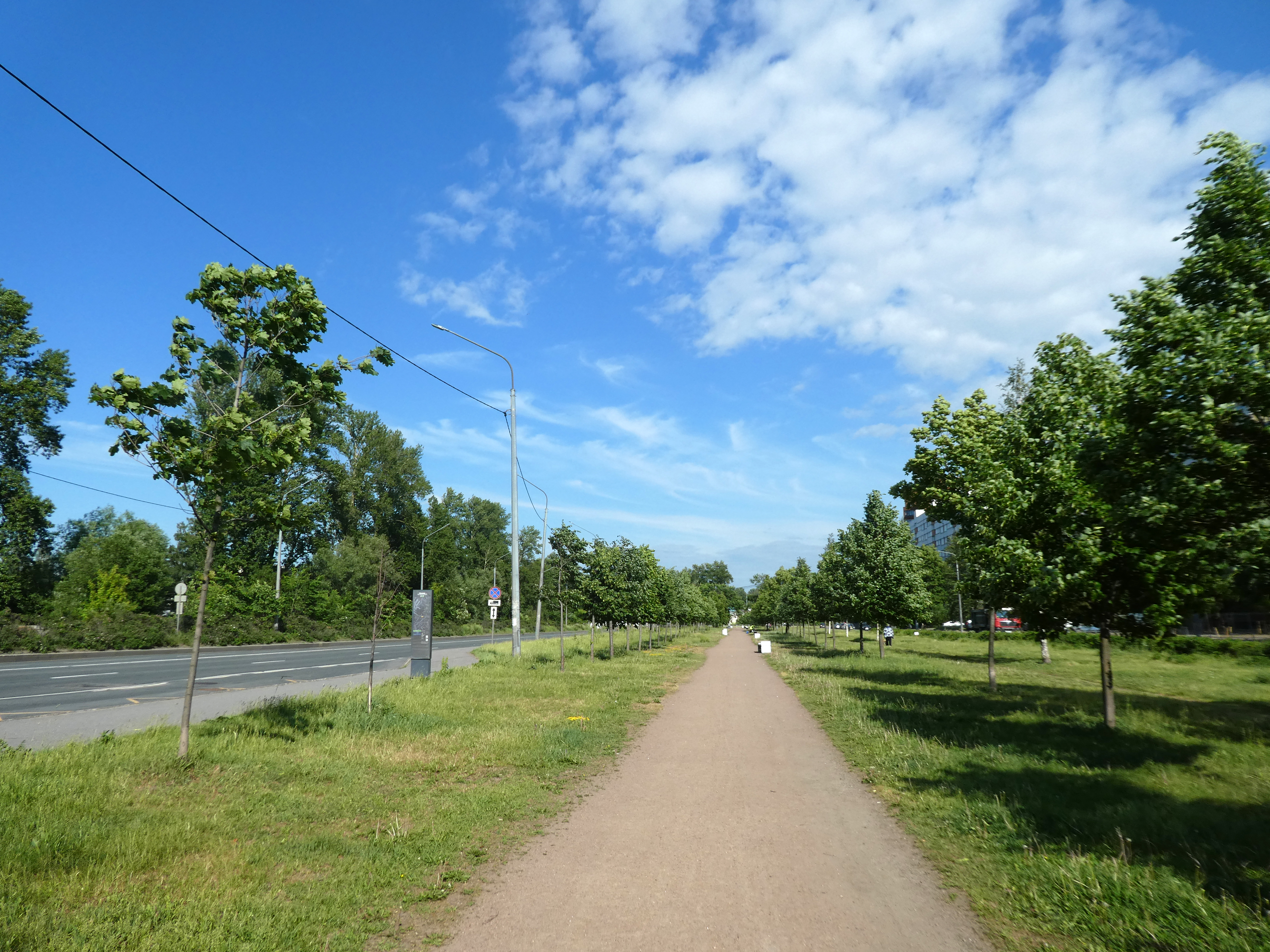
Бульвар

- № 8, корпус 3 — школа № 264 (1976[4])
- № 10, корпус 1 — жилой дом (1975[4])
- № 10, корпус 2 — жилой дом (2007[4])
- № 12 — центр социальной реабилитации инвалидов и детей-инвалидов Кировского района (2021[5])
- № 14 — жилой дом и реставрационный колледж «Кировский» (1978[4])
- № 24 — школа (2024[6])
- № 26, корпус 1, — жилой дом (2024[7]) и библиотечный центр «Книжный порт»
- № 26, корпус 2 — жилой дом (2024[7])
- № 28 — паркинг (2023[4])

## Транспорт
- Метро: «Автово» (520 м)
- Автобус: № 17
- Ж/д платформы: Автово (170 м)

## Пересечения
С востока на запад (по нумерации домов):
- проспект Стачек
- проспект Маршала Жукова и Перевалочная улица